# Thomas Mann
Paul Thomas Mann (n. 6 iunie 1875, Lübeck, Germania – d. 12 august 1955, Zürich, cantonul Zürich, Elveția) a fost un romancier și eseist german, unul dintre marii scriitori ai secolului al XX-lea, laureat al Premiului Nobel pentru Literatură pe anul 1929 (argumentul principal fiind romanul Casa Buddenbrook).

## Motivația Juriului Nobel
„...în principal pentru marele roman „Casa Buddenbrook”,  care de-a lungul anilor a fost întâmpinat cu o constant sporită apreciere ca o operă clasică a literaturii contemporane”

## Date biografice
S-a născut la 6 iunie 1875 la Lübeck, fiind fratele mai mic al romancierului și dramaturgului Heinrich Mann, fiu al lui Thomas Heinrich Mann, bogat negustor de grâne și senator, și al Juliei Mann, născută da Silva Bruhns, descendenta unui german și a unei braziliene. Și-a făcut studiile la München, unde a trăit și a scris de altfel o lungă perioadă, între 1891 și 1933.
Lucrează la o societate de asigurări și colaborează la periodicul satiric Simplicissimus. Între anii 1895 - 1897 călătorește împreună cu fratele mai mare Heinrich în Italia, iar în 1905 se căsătorește cu Katia Pringsheim, fiica unui profesor universitar cu care va avea șase copii (patru vor deveni, la rândul lor, scriitori). Debutează în 1898 cu volumul de nuvele Micul domn Friedmann pentru ca, în 1901, publicând romanul Buddenbrooks să obțină un imens succes public și în critică. În 1919 este ales doctor honoris causa al Universității din Bonn iar în 1926 devine membru al Academiei prusace de literatură.
După instaurarea hitlerismului, în primăvara lui 1933, naziștii aflați la putere declanșează o campanie violentă împotriva lui, i se retrag titlurile și i se confiscă bunurile. Între anii 1934 și 1938 locuiește în Elveția, la Küsnacht unde publică revista Măsură și valoare în care militează „pentru cultura germană liberă”. În 1938 emigrează cu toată familia în SUA, primind în 1944 cetățenia americană. Revine în Germania în 1949 pentru o conferință despre Goethe la Frankfurt am Main și la Weimar, dar se stabilește, în 1952, în Elveția, lângă Zürich. A murit la 12 august 1955 în urma unei arterioscleroze. Umanismul social, democratic și militant este caracteristic marelui prozator care a fost totodată și o mare conștiință a epocii sale ce a intuit timpuriu sensul antiumanist al doctrinei politice naziste și l-a denunțat în conferințe și în scris, afirmându-se ca un radical apărător al valorilor spirituale ale umanității disprețuite și desconsiderate de fascism. (Declar deschis că mă lipsesc de omagiile care nu relevă și nu respectă legătura organică dintre tot ceea ce am creat vreodată ca artist și lupta mea actuală împotriva celui de-al „treilea Reich”).

## Opera

### Romane
- Buddenbrooks, Verfall einer Familie (Casa Buddenbrook), (1901)
- Königliche Hoheit (Alteță regală) (1909)
- Der Zauberberg (Muntele vrăjit), (1924)
- Lotte in Weimar (Lotte la Weimar), (1939)
- Doktor Faustus, das Leben des  deutschen Tonsetzers Adrian Leverkühn, erzählt von einem Freunde (Doctor Faustus, viața compozitorului german Adrian Leverkühn povestită de un prieten), (1947)
- Der Erwählte (Alesul), (1951)
- Bekenntnisse des Hochstaplers Felix Krull (Mărturisirile escrocului Felix Krull), (1954)

### Nuvele
- Tristan, (1903)
- Tonio Kröger, (1903)
- Der Tod in Venedig (Moartea la Veneția), (1912)
- Herr und Hund; Gesang vom Kindchen: Zwei Idyllen (Stăpan și câine; Cântec despre copilaș: două idile), (1918)
- Unordnung und frühes Leid (Dezordine si suferință timpurie) (1925)
- Mario und der Zauberer (Mario și vrăjitorul), (1930)
- Die vertauschten Köpfe – Eine indische Legende (Capetele schimbate - O legendă indiană) (1940)
- Das Gesetz (Legea), (1944)
- Die Betrogene: Erzählung (Cea înșelată), (1954)

### Poem dramatic
- Fiorenza (1905)

### Tetralogie epică
- Joseph und seine Brüder (Iosif și frații săi)
  - vol. I (1933)
  - vol. II (1934)
  - vol. III (1936)
  - vol. IV (1943)

### Eseuri
- Friedrich und die große Koalition (Frederic și marea coaliție), (1915)
- Betrachtungen eines Unpolitischen (Considerațiile unui apolitic), (1918)
- Adel des Geistes (Noblețea spiritului), (1945)
- Altes und Neues (Vechi și nou), (1953)

### Povestiri
- Der kleine Herr Friedmann (Micul domn Friedmann), (1897)
- Der Kleiderschrank (Dulapul de haine) (1899)
- Das Wunderkind (Copilul minune), (1903)
- Wälsungenblut (Stirpea Wälsungilor) (1905)
- Das Eisenbahnunglück (Accidentul de cale ferată) (1909)